# Toy Racer
 (janvier 2015).
Si vous disposez d'ouvrages ou d'articles de référence ou si vous connaissez des sites web de qualité traitant du thème abordé ici, merci de compléter l'article en donnant les références utiles à sa vérifiabilité et en les liant à la section « Notes et références ».
Toy Racer est un jeu vidéo de course sorti exclusivement sur Dreamcast.
Il s'appuie sur l'univers du jeu Toy Commander sorti un peu plus tôt sur la même console. Il est sorti uniquement en Europe.
Le jeu était jouable jusqu'à quatre simultanément, que ce soit hors ligne ou en ligne, via la Dream Arena. L'intérêt du jeu était d'ailleurs essentiellement basé sur le mode multijoueur, puisque les seuls modes disponibles en solo étaient l'entraînement et le contre-la-montre (il était donc impossible d'affronter des adversaires contrôlés par la console).
Toy Racer avait pour particularité d'être vendu à bas prix (69 FF) et la marge de Sega était reversée à des œuvres humanitaires. Par ailleurs, lors d'une interview accordée au magazine Dreamzone à l'occasion de la sortie de Quake III Arena, Frédérick Raynal a confié que Toy Racer avait été créé dans le seul but d'inaugurer et de tester les serveurs européens de Quake III, ce qui explique le nombre réduit de véhicules et de circuits, ainsi que l'absence d'IA.